# Puchar Polski w hokeju na lodzie 2020/2021
Puchar Polski w hokeju na lodzie mężczyzn 2020/2021 – 23. edycja rozgrywek o Puchar Polski, zorganizowana przez Polską Hokej Ligę. W turnieju finałowym wzięły udział cztery najlepsze kluby PHL po rozegraniu dwóch rund spotkań ligowych: JKH GKS Jastrzębie, GKS Tychy, KH Energa Toruń oraz KS Re-Plast Unia Oświęcim. Obrońcą tytułu jest JKH GKS Jastrzębie, która w finale poprzedniej edycji pokonała Unię Oświęcim 2:0 i po raz trzeci w historii sięgnęło po to trofeum.
Ze względu na pandemię COVID-19 postanowiono zmienić miejsca rozgrywania półfinałów: gospodarzami spotkań zostały zespoły wyżej sklasyfikowane w tabeli po rozegraniu dwóch rund sezonu zasadniczego, natomiast finał pierwotnie zaplanowano na 7 lutego 2021 z nadzieją, że do tego czasu kibice powrócą na trybuny. W styczniu 2021 ogłoszono nowy termin finału w dniu 5 lutego 2021. Początkowo ustalono, że spotkanie finałowe odbędzie się na lodowisku zespołu wyżej rozstawionego, zaś potem zdecydowano, że mecz odbędzie się na neutralnym lodowisku Jantor w Katowicach-Janowie.
Spotkania półfinałowe będą transmitowane na antenie TVP Sport.
W finale, tak jak w poprzedniej edycji, zmierzyli się JKH GKS Jastrzębie z KS Re-Plast Unią Oświęcim. Mecz zakończył się rezultatem 3:2 dla jastrzębian, którzy sięgnęli po trofeum po raz czwarty w historii, a trzeci z rzędu.

## Przed turniejem

### Sędziowie
Tydzień przed rozpoczęciem turnieju organizatorzy ogłosili obsadę sędziowską na mecze półfinałowe. Spotkania półfinałowe sędziowało ośmiu sędziów, czterech głównych i czterech liniowych. W pierwszym meczu pomiędzy JKH GKS Jastrzębie a KH Energą Toruń jako główni sędziowali Michał Baca i Bartosz Kaczmarek. Funkcję liniowych pełnili Mateusz Bucki oraz Rafał Noworyta. Rolę sekretarza podczas tego spotkania pełnił Robert Kaczanowski, spikera Jan Oleś, a sędziami stolikowymi byli Marcin Miszek (czas), Paweł Breske (rez) i Cieśla (kary) oraz Pawełko (video). W drugim półfinale pomiędzy GKS Tychy a Re-Plast Unią Oświęcim głównymi arbitrami byli Paweł Kosidło i Tomasz Radzik. Na liniach pomagali im Wojciech Moszczyński i Sławomir Szachniewicz. Rolę sekretarza podczas tego meczu pełnił Gerard Bartecki, spikera Mariusz Smura, a przy stoliku pracowali Patryk Roemisch (czas), Patryk Pyrskała (rez), Joanna Pobożniak (kary) oraz Michał Kret (video).

### Media i transmisje
Prawa do pokazywania meczów Pucharu Polski w 2020 roku podobnie jak w ubiegłych latach nabyła stacja telewizyjna TVP Sport. Spotkania były również transmitowane w internecie na platformie sport.tvp.pl oraz w aplikacji mobilnej.  Transmisje półfinałów rozpoczęły się 15 minut przed pierwszym gwizdkiem. Obydwa mecze poprzedziło studio, które prowadziła Olga Rybicka w pierwszym półfinale wspólnie z Grzegorzem Piekarskim i Tomaszem Pastrykiem, a w drugim meczu razem z Piekarskim i Michaelem Kolarzem. Spotkania komentował Jacek Laskowski wspólnie z byłym reprezentantem Polski Krzysztofem Zapałą. Wywiady w trakcie meczów półfinałowych przeprowadzała Anna Kozińska.

## Przebieg turnieju

### Pierwszy półfinał
W pierwszym spotkaniu półfinałowym rywalizowały drużyny JKH GKS Jastrzębie z KH Energą Toruń. Zgodnie z regulaminem rozgrywek gospodarzem tego meczu byli jastrzębianie. Podopieczni słowackiego trenera Róberta Kalábera, przed turniejem zajmowali pierwsze miejsce w tabeli ligowej z przewagą 12 punktów nad torunianami, którzy zajmowali trzecią lokatę mając jeden mecz zaległy. W lidze obie drużyny mierzyły się ze sobą dwukrotnie. Obydwa spotkania wygrali zawodnicy z Jastrzębia-Zdoju, choć mecze były wyrównane i o zwycięstwie decydowała różnica jednego gola. W Toruniu mecz zakończył się wynikiem 2:3 (1:1, 1:1, 0:1), a w Jastrzębiu-Zdroju 6:5 (2:1, 2:1, 2:3). Zespół Energi Toruń ostatni raz w półfinale rozgrywek Pucharu Polski wystąpił w edycji z 2008 roku ulegając wówczas drużynie GKS-u Tychy 1:3. Z kolei drużyna JKH broniła trofeum wywalczonego w 2019 roku w Tychach po zwycięstwie nad Unią 2:0. Jastrzębianie mają na swoim koncie trzy triumfy w tych rozgrywkach (2012, 2018 i 2019), natomiast KH Energa Toruń sięgnęła po to trofeum raz w 2005 roku.

## Wyniki
Półfinały
| 27 grudnia 2020 | JKH GKS Jastrzębie | 3:0 | KH Energa Toruń | Jastor, Jastrzębie-Zdrój |

| Szczegóły      | Szczegóły | Szczegóły       | Szczegóły | Szczegóły |
| -------------- | --- | --------------- | --- | --- |
| Godzina: 19:30 | (R. Sawicki – R. Rác) M. Kasperlík (EQ) 20:21 (Z. Phillips – A. Kostek) E. Ševčenko (EQ) 23:43 (D. Paś – M. Horzelski) K. Wałęga (EQ) 43:56 | (0:0, 2:0, 1:0) | | Widzów: bez widzów Sędzia główny: Michał Baca Bartosz Kaczmarek Sędziowie liniowi: Mateusz Bucki Rafał Noworyta |
| Godzina: 19:30 | 8 min. kar |                 | 14 min. kar | Widzów: bez widzów Sędzia główny: Michał Baca Bartosz Kaczmarek Sędziowie liniowi: Mateusz Bucki Rafał Noworyta |
| Godzina: 19:30 | Skład: Bramkarz 7. P. Nechvátal, 1. D. Marek (nie grał) I piątka 69. M. Bryk, 17. K. Górny (A) 13. R. Sawicki, 89. R. Rác, 82. M. Kasperlík II piątka 16. A. Kostek, 6. Ē. Ševčenko 22. R. Nalewajka (A), 25. M. Hovorka, 77. Z. Phillips III piątka 3. M. Jass (C), 59. M. Horzelski 14. D. Paś, 21. K. Wałęga, 18. J. Sołtys IV piątka 5. J. Michałowski, 94. J. Gimiński 15. K. Wróbel, 98. D. Jarosz, 20. Ł. Nalewajka Trener: Róbert Kaláber |                 | Skład: Bramkarz 21. A. Svensson, 51. M. Studziński (nie grał) I piątka 57. D. Kozłow, 16. B. Skólmowski 26. A. Osipow, 84. J. Fieofanow, 8. D. Sierguszkin II piątka 11. A. Jaworski, 23. J. Szkodienko 29. J. Dołęga (A), 10. K. Kalinowski (C), 79. K. Jaakola III piątka 78. S. Kuzniecow, 24. K. Gusevas 12. G. Bondaruk, 75. A. Czwanczikow, 44. M. Szabanow IV piątka 20. Ł. Podsiadło (A), 22. A. Smirnow 21. D. Olszewski, 43. J. Rożkow, 36. V. Saloranta Trener: J. Czuch | Widzów: bez widzów Sędzia główny: Michał Baca Bartosz Kaczmarek Sędziowie liniowi: Mateusz Bucki Rafał Noworyta |

| 28 grudnia 2020 | GKS Tychy | 1:3 | KS Re-Plast Unia Oświęcim | Stadion Zimowy w Tychach, Tychy |

| Szczegóły      | Szczegóły              | Szczegóły       | Szczegóły | Szczegóły |
| -------------- | ---------------------- | --------------- | --- | --- |
| Godzina: 20:00 | F. Komorski (EQ) 12:25 | (1:1, 0:1, 0:1) | 13:46 (EQ) D. Oriechin (T. Da Costa – E. Sherbatov) 39:46 (EQ) L. Kalan (P. Noworyta – B. McKenzie) 51:22 (PP) T. Da Costa (R. Glenn – E. Sherbatov) | Widzów: bez widzów Sędzia główny: Paweł Kosidło Tomasz Radzik Sędziowie liniowi: Wojciech Moszczyński Sławomir Szachniewicz |
| Godzina: 20:00 | 6 min kar              |                 | 6 min kar | Widzów: bez widzów Sędzia główny: Paweł Kosidło Tomasz Radzik Sędziowie liniowi: Wojciech Moszczyński Sławomir Szachniewicz |

Finał
| 5 lutego 2021 | JKH GKS Jastrzębie | 3:2 | KS Re-Plast Unia Oświęcim | Jantor, Katowice |

| Szczegóły      | Szczegóły                                                                                     | Szczegóły       | Szczegóły                                                                               | Szczegóły |
| -------------- | --------------------------------------------------------------------------------------------- | --------------- | --------------------------------------------------------------------------------------- | --- |
| Godzina: 20:15 | Z. Phillips 02:59 (M. Kasperlík – M. Bryk) R. Rác 23:47 (R. Rác – R. Sawicki) K. Wróbel 46:57 | (1:1, 1:0, 1:1) | 11:21 D. Oriechin (T. Da Costa – S. Garszyn) 59:25 B. McKenzie (T. Da Costa – R. Glenn) | Widzów: bez widzów Sędzia główny: Bartosz Kaczmarek Krzysztof Kozłowski Sędziowie liniowi: Wojciech Moszczyński Sławomir Szachniewicz |
| Godzina: 20:15 | 18 min kar                                                                                    |                 | 4 min kar                                                                               | Widzów: bez widzów Sędzia główny: Bartosz Kaczmarek Krzysztof Kozłowski Sędziowie liniowi: Wojciech Moszczyński Sławomir Szachniewicz |